# Elle s'appelait Sarah (film)
Pour les articles homonymes, voir Elle s'appelait Sarah.
Pour plus de détails, voir Fiche technique et Distribution.
Elle s'appelait Sarah est un film français réalisé par Gilles Paquet-Brenner, sorti en 2010.
C'est une adaptation du roman éponyme de Tatiana de Rosnay, le premier qu'elle a écrit en anglais, dont la version originale (Sarah's Key) s'est vendue à des centaines de milliers d'exemplaires en édition de poche aux États-Unis. Les ventes totales dans le monde ont dépassé les deux millions d'exemplaires, a indiqué en décembre 2009 son éditeur français,.

## Synopsis
Julia, une journaliste américaine vivant à Paris dans les années 2000, prépare un article lié à la rafle du Vél' d'Hiv' et recherche les traces d'une petite fille juive déportée en 1942 lors de cette rafle, Sarah.
Alors qu'avec son mari et sa fille, elle doit emménager dans un appartement du Marais, au 36 rue de Saintonge, Julia apprend que les grands-parents de son mari s'y sont installés fin juillet 1942, l'appartement ayant été confisqué, et recherche qui y habitait auparavant.
Elle se rend au mémorial de la Shoah et découvre qu'une famille vivait là et que si les parents ont été assassinés à Auschwitz, leurs enfants Sarah et Michel ne sont pas mentionnés. Ses recherches vont l'amener sur la trace de Sarah, qui a été emmenée au camp de Beaune-la-Rolande. Elle a pu s'enfuir et a été recueillie par des gens de la région, les Dufaure. La quête de Julia l'emmènera à New York et à Florence en Toscane.

## Fiche technique
- Titre original : Elle s'appelait Sarah
- Titre anglophone : Sarah's Key
- Réalisation : Gilles Paquet-Brenner
- Scénario : Serge Joncour, Gilles Paquet-Brenner, d'après le roman homonyme de Tatiana de Rosnay
- Photographie : Pascal Ridao
- Montage : Hervé Schneid
- Musique : Max Richter
- Décors : Françoise Dupertuis
- Costumes : Éric Perron
- Son : Didier Codoul, Bruno Seznec, Alexandre Fleurant et Fabien Devillers
- Production : Stéphane Marsil[5]
- Production exécutive : Gaetan Rousseau
- Production associée : Angelika Schouler
- Sociétés de production : Hugo Productions, Studio 37, TF1 Droits Audiovisuels, France 2 Cinéma
- Sociétés de distribution : UGC Distribution, TF1 Droits Audiovisuels, France 2 Cinéma, Studio 37
- Pays de production :  France
- Langues originales : français, anglais, italien, allemand, yiddish
- Format : couleur — 35 mm — 2,35:1 — son DTS
- Genre : drame
- Durée : 111 minutes
- Dates de sortie :
  - Canada : 16 septembre 2010 (Festival international du film de Toronto)
  - France, Belgique : 13 octobre 2010

## Distribution
- Kristin Scott Thomas : Julia Jarmond
- Mélusine Mayance : Sarah, enfant
- Frédéric Pierrot : Bertrand Tézac, le mari de Julia
- Karina Hin : Zoé Tézac, la fille de Julia
- Michel Duchaussoy : Édouard Tézac, le beau-père de Julia[6]
- Gisèle Casadesus : Mamé Tézac, mère d'Edouard, grand-mère de Bertrand
- Niels Arestrup : Jules Dufaure, le fermier
- Dominique Frot : Geneviève Dufaure, sa femme
- Vinciane Millereau : Nathalie Dufaure, leur arrière-petite fille
- Natasha Mashkevich : Rywka Starzynski, la mère de Sarah
- Arben Bajraktaraj : Wladyslaw Starzynski, le père de Sarah
- George Birt : Richard Rainsferd, le mari de Sarah
- Aidan Quinn : William Rainsferd, le fils de Sarah
- Frédérick Guillaud : Richard Rainsferd, jeune
- Charlotte Poutrel : Sarah, jeune femme
- Maxim Driesen : Édouard Tézac, enfant
- Sarah Ber : Rachel
- James Gerard : Mike Bambers
- Joe Rezwin : Joshua
- Kate Moran : Alexandra
- Alexandre Le Provost : le policier en civil
- Serpentine Teyssier : Mme Royer, gardienne de l'immeuble rue de Saintonge
- Simon Eine : Franck Lévy
- Julie Fournier : Anna, la femme brune au Vel d'Hiv
- Nicolas Seconda : le gendarme zélé au Vel d'Hiv
- Céline Caussimon : l'infirmière au Vel d'Hiv
- Paige Barr : Ornella Harris
- Joanna Merlin : Madame Rainsferd
- Sylviane Fraval : Colette, la mère de Bertrand Tézac
- Dan Herzberg : Jacques, le gendarme rouquin
- Nancy Tate : Alice
- Maurice Lustyk : l'homme au violon
- Xavier Béja : André Tézac
- Jacqueline Noëlle : la vieille femme
- Jean-Pierre Hutinet : le médecin du village
- Jonathan Kerr : l'officier de police du camp
- Matthias Kress : l'officier allemand à la ferme Dufaure
- Franck Beckmann : l'officier allemand train
- Viktoria Li : l'infirmière à la clinique

## Accueil critique
Sur l'agrégateur américain Rotten Tomatoes, le film récolte 72 % d'opinions favorables pour 118 critiques. Sur Metacritic, il obtient une note moyenne de 59⁄100 pour 30 critiques.
En France, le site Allociné propose une note moyenne de 3,3⁄5 à partir de l'interprétation de critiques provenant de 23 titres de presse.
Pour Le Figaro, « Paquet-Brenner signe un très beau mélodrame historique français. Émouvant et sincère. » Pour Télérama, il s'agit d'un « film simple et fort ». Pour Libération, cependant, « le film est pénalisé par la lourdeur des effets, entraînant le spectateur au bord du coma glycémique. Quant à la morale de l'histoire, elle est empreinte d'une psychanalyse lourdaude sur le thème de la révélation nécessaire de la vérité. » Le Monde est également sceptique : « L'enjeu d'un homme d'images n'est-il pas de tenter de communiquer l'incommunicable via ce que son art est susceptible de suggérer au-delà des images, dans un vertigineux hors-champ ? Cette intrigue est chargée de symboles révélateurs : l'enfant juif dans le placard, l'appartement hanté par un fantôme, la clé d'un non-dit tardivement révélé à la génération suivante. Elle lui offrait des pistes de mise en scène qu'il n'a pas saisies. »
Le New York Times parle de « cauchemar », de « conte », de « méchants français et allemands », de « film d'horreur », de « scènes d'exposition maladroites », « désagréables », « sentimentales », qui « utilisent les horreurs du passé » et « à vouloir honorer l'histoire », au contraire la banalise. Pour The Guardian, « le problème est qu'à l'époque moderne, alors que nous quittons Brooklyn, Paris et Florence sur les traces de Sarah, les choses prennent un peu l'allure d'un téléfilm. »

## Distinctions

### Récompenses
- Festival international du film de Tokyo 2010 : meilleur réalisateur (Gilles Paquet-Brenner) et prix du public
- Lumières de la presse étrangère 2011 : meilleure actrice - Kristin Scott Thomas

### Nominations et sélections
- Festival international du film de Toronto 2010
- Festival international du film de Saint-Sébastien 2010 : film de clôture
- Festival du film francophone de Grèce 2011
- Festival international du film de Göteborg 2011
- Gérard du cinéma 2011 : Gérard du film où on t'explique que le racisme, c'est pas bien - Kristin Scott Thomas
- César 2011 : César de la meilleure actrice - Kristin Scott Thomas
- Festival international du film de Belgrade 2011
- Festival du film de Hambourg 2011
- Festival international du film de Rio de Janeiro 2011

## Analyse

### Différences avec le roman
- Dans le roman, Sarah meurt en 1972, respectant un jeu logique de temps de trente années entre les différentes intrigues du récit. Dans le film, il est dit que Sarah s'est suicidée en 1966, ce qui brise cette logique.
- Julia rencontre William Ransferd seule dans le film. Dans le roman, sa fille Zoé l'accompagne.
- De même, leur rencontre a lieu à Lucca dans le livre, à Florence dans le film. Il ne s'agit toutefois que d'un changement infime puisque ces deux villes se situent toutes les deux en Toscane.
- Dans le livre, quand les policiers emmènent Rachel, celle-ci est agonisante mais encore en vie. Dans le film, elle meurt avant d'être emmenée.
- Dans le roman, quand Sarah prend le train pour Paris avec Jules et Geneviève Dufaure, elle ruse pour échapper aux contrôles et entre seule dans le train. Dans le film, ils montent tous les trois en même temps.
- Les enfants du camp, dont Sarah, se font raser les cheveux par les policiers dans le livre, mais pas dans le film.
- Dans le film, Julia écrit son article en 2006, expliquant qu'elle avait déjà couvert la commémoration de 2002, tandis que dans le roman l'article est écrit en 2002 et Julia n'avait jamais entendu parler de la rafle du Vél' d'Hiv'.

## Autour du film
- Le tournage des scènes qui se déroulent au Vélodrome d'hiver, en août 2009, a rassemblé 200 à 300 figurants en costume, selon Le Parisien[6]. Le Vél' d'Hiv' a été reconstitué au vélodrome Jacques-Anquetil du Bois de Vincennes.
- Le camp de Beaune-la-Rolande a été reconstitué à Perdreauville (Yvelines). D'autres scènes devaient être tournées à Paris, à Florence et à New York[15]. Le tournage s'est terminé fin 2009[16].
- Kristin Scott Thomas est pour ce tournage une des premières actrices assurées contre la grippe A[17], assurance souscrite par la production auprès du courtier Hugo Rubini[5], un des cinq grands spécialistes de l'assurance de tournage[18].
- L'animateur et réalisateur Antoine de Maximy a tourné un making-of du tournage[19].
- Tatiana de Rosnay, auteur du roman dont est tiré le film, fait un caméo (apparition) : dans la scène où Julia annonce à son mari, dans un restaurant, qu'elle est enceinte, Tatiana de Rosnay se trouve à la table filmée derrière Kristin Scott Thomas.
- Anachronisme : La locomotive à vapeur que l'on aperçoit est une 141 R, un type de locomotives qui fut construit de 1945 à 1947 aux États-Unis et envoyé en France pour pallier les difficultés de la reconstruction.